# Gerry Mulligan
Gerry Mulligan, właśc. Gerald Joseph Mulligan (ur. 6 kwietnia 1927 w Nowym Jorku, zm. 20 stycznia 1996 w Darien) – amerykański muzyk jazzowy, saksofonista barytonowy, pianista, kompozytor, aranżer i bandlider.

## Życiorys
Karierę muzyczną rozpoczął w zespole Milesa Davisa w 1948 roku. W latach 50. prowadził własne formacje jazzowe. Uznawany jest za reformatora cool jazzu - m.in. rozwinął znaczenie fraz riffowych.
W latach 60. był aranżerem orkiestry Stana Kentona

## Dyskografia
| - Birth Of The Cool (1951; z Milesem Davisem) - Mulligan Plays Mulligan (1951) - Jazz Superstars (1952) - The Gerry Mulligan Quartet With Chet Baker (1953) - Konitz Meets Mulligan (1953; z Lee Konitzem) - California Concert (1954) - Presenting The Gerry Mulligan Sextet (1955) - Gerry Mulligan In Stockholm(1955) - Mainstream Of Jazz (1955) - At Storyville (1956) - Gerry Mulligan: The Arranger (1957) - The Best Of the Gerry Mulligan Quartet With Chet Baker (1952-57) - Quartet Live In Stockholm (1957) - Gerry Mulligan Meets Stan Getz (1957) - Desmond Meets Mulligan (1957) - Blues In Time (1957) - Gerry Mulligan Meets The Saxophonists (1957) - Mulligan Meets Monk (1957) - Alternate Takes (1957; z Theloniusem Monkiem) - At Storyville (1957) - Reunion (1957; z Chetem Bakerem) - Gerry Mulligan Quartet At Newport (1958) - I Want To Live (1958) - What Is There To Say? (1959) - Gerry Mulligan Meets Ben Webster (1959) - Gerry Mulligan And The Concert Band On Tour (1960) - New York-December 1960 (1960) - Gerry Mulligan And The Concert Band (1960) - Gerry Mulligan Meets Johnny Hodges (1960) - Holliday With Mulligan (1961; z Judy Holliday) - Gerry Mulligan Presents A Concert In Jazz (1961) - The Gerry Mulligan Quartet (1962) - Jeru (1962) - Gerry Mulligan And The Concert Band (1962) - Two Of A Mind (1962; z Paulem Desmondem) | - Gerry Mulligan And The Concert Band (1963) - The Shadow Of Jour Smile (1965) - Gerry Mulligan And The Chet Baker (1951-65) - The Gerry Mulligan Quintet (1965) - Gerry Mulligan Meets Zoot Sims (1966) - Live In New Orleans (1968) - The Age Of Steam (1971) - Summit (1974) - Tango Nuevo (1974; z Astorem Piazzollą) - Carnegie Hall Concert (1974) - Gerry Mulligan Meets Enrico Intra (1975) - Idle Gossip (1976) - Lionel Hampton Presents Gerry Mulligan (1977) - Mulligan (1977) - Benny Carter/Gerry Mulligan (1977) - Walk On The Water (1980) - La Menace (1982) - Little Big Horn (1983) - 2 AM Paradise Cafe (1984; z Barrym Manilowem) - Soft Lights & Sweet Music (1986; ze Scottem Hamiltonem) - Symphonic Dream (1988) - Lonesome Boulevard (1990) - Re-Birth Of The Cool (1992) - Oaraiso: Jazz Brazil (1994) - Dream A Little Dream (1995) - Dragon Fly (1995) - The Original Gerry Mulligan Tentet & Quartet (1996) - Concert In The Rain (1997) - Olympia 19 Novembre 1960, Pt. 1, 2 (1999) - Pleyel Jazz Concert, Vol. 1, 2 (2000) - Gerry Mulligan Quartet, Vol. 1, 2 (2002) - Swing House (2002) - At the Village Vanguard (2002) - Midas Touch: Live in Berlin (2003) - The Classic Concert Live (2005) |